# Kathetostoma averruncus
Kathetostoma averruncus és una espècie de peix pertanyent a la família dels uranoscòpids.

## Descripció
- Pot arribar a fer 32 cm de llargària màxima.
- L'espina que té damunt l'aleta pectoral és probablement verinosa.[5][6]

## Alimentació
Menja principalment peixos.

## Depredadors
Els exemplars immadurs són pelàgics i depredats per peixos carnívors més grossos (com ara, la tonyina).

## Hàbitat
És un peix marí i batidemersal que viu entre 13 i 384 m de fondària.

## Distribució geogràfica
Es troba al Pacífic oriental: des de Califòrnia (els Estats Units) fins al Perú i les illes Galápagos.